# Dizione della lingua italiana
La dizione della lingua italiana è la dizione e pronuncia delle parole della lingua italiana, con riferimento, se non altrimenti specificato, alla varietà derivata dal fiorentino e tradizionalmente individuata come standard.
La pronuncia "standard" o neutra di una parola italiana non viene quasi mai insegnata a scuola, anche se è solitamente riportata nei dizionari. Nel territorio dello Stato italiano e nei territori italofoni esteri sono tuttavia sovente usate, in particolare dai madrelingua, pronunce delle parole italiane non afferenti allo standard.
La maggior parte delle regole ortoepiche riguarda le vocali toniche e / o, la cui pronuncia aperta o chiusa può talvolta determinare una differenza di significato, ed alcune consonanti quali la s e la z.
Sono in genere le origini latine del vocabolo a determinare il grado di apertura o di chiusura. Come ogni parola che termina in -endo, -ente (derivata dalle terminazioni latine -ĕndo, -ĕnte) presenta una vocale aperta, così le vocali derivanti da una vocale chiusa (come legno, da lignum, o messa, da missa) ereditano la medesima caratteristica. Come in latino, inoltre, le parole che terminano in consonante hanno in genere una vocale tonica aperta.
Principi eufonici univoci regolano la maggior parte delle parole della lingua, con un numero di eccezioni e casi controversi nell'ordine di poche centinaia, sugli oltre 150 000 vocaboli comunemente utilizzati che compongono la lingua italiana. In alcuni casi l'apertura o chiusura della vocale distingue due termini, determinandone il significato, come per i due omografi, ma non omofoni, pèsca (il frutto) e pésca (l'azione).

## Laèaperta
La è aperta [ɛ], nella genesi della lingua italiana, deriva nella maggior parte dei casi dalla ĕ breve latina e dal dittongo ae della lingua latina classica; si trova inoltre nel dittongo eu derivato dallo stesso dittongo in latino (neutrum>neutro). L'evoluzione della lingua ha però dato luogo a significative eccezioni.
La è si pronuncia aperta nei casi seguenti:
|    | Regola | Eccezioni |
| -- | --- | --- |
| 1  | Digramma -iè- [jɛ, ɛ] (es. bandièra, ièri, cavalière, lièto, diètro, insufficiènte) | - suffissi dei vocaboli di derivazione etnica (ateniése) - suffissi dei diminutivi in "-iétt-" [jett] (magliétta, fogliétto, vecchiétto) - suffissi dei sostantivi in "-iézz-" [jett͡s] (ampiézza) - bigliétto, chiérico, gliéne, schiétto (ma anche schiètto), cognome Proiétti (ma anche Proiètti) - aggettivi in -ésco [ˈesko] (vedi regola più sotto) (poliziésco) - i vocaboli che iniziano con il prefisso ri- mantengono la stessa pronuncia del vocabolo senza prefisso: riècco, riéntro, rièdito |
| 2  | Quando è seguita da vocale Es.: colèi, costèi, fèudo, idèa, lèi | - desinenza -éi [ˈeːi] del passato remoto (chiedéi) - preposizioni articolate (déi, néi, péi) - quéi |
| 3  | Quando è seguita da una consonante e due vocali Es.: assèdio, gènio, egrègio, prèmio | - frégio e sfrégio (ma anche frègio, sfrègio) - -gui, -gua, -guo (diléguo, perséguo, séguito, trégua) |
| 4  | Vocaboli di origine straniera che terminano con una consonante Es.: la parola latina rèbus, hotèl, rècord, sèxy, prèmier, sèltz, nègus, tèst | |
| 5  | Vocaboli tronchi di origine straniera (es. caffè, bignè, tè (bevanda), gilè) | - scimpanzé |
| 6  | Declinazioni verbali del modo condizionale 1º persona singolare (-èi), 3º persona singolare (-èbbe) e plurale (-èbbero) Es.: vorrèi, andrèi, colpirèbbe, leggerèbbe, potrèbbero, verrèbbero | |
| 7  | Parole che contengono -èca, -èco, -èche, -èchi [ˈɛːka, ˈɛːko, ˈɛːke, ˈɛːki] Es.: tèca, èco, gèco, trichèchi, discotèche, enotèca, bibliotèca, paninotèca, videotèca, molècola, pècora, sècolo comprendendo anche gli aggettivi etnici come grèco, aztèco, uzbèco | |
| 8  | Parole che contengono -èda, ède, èdi, èdo ['εda, 'εde, εdi, 'εdo] Es.: schèda, sède, sèdi, corrèdo, lèdono, salsèdine, pinguèdine | - forme verbali di crédere e vedére (crédo, védo, crédi, védi, védono, ecc.) e derivate (provvédo, ricrédo, miscrédo, ravvédo, intravédo, rivédo) - féde |
| 9  | Diminutivi in -èllo e nei vocaboli che finiscono in -èllo, -èlla [ˈɛllo, ˈɛlla], Es.: pagèlla, mastèllo, sorèlla, fratèllo, orpèlli, caramèlle, torèlli, giovincèlle | - preposizioni articolate (déllo/a, dégli, dél, délle) - aggettivi dimostrativi (quéllo/a, quégli, quél, quélle) - pronomi personali (éllo, élla) - stélla, capéllo |
| 10 | Suffissi applicati ai vocaboli che terminano in -èmo, -èma, -èno, -èna [ˈɛːmo, ˈɛːma, ˈɛːno, ˈɛːna], compresi i suffissi dei nomi etnici in -èno, -èna Es.: rèmo (sostantivo e verbo), dèmo, blasfèmo, estrèmo, suprèmo, strèmo, crisantèmo, teorèma, poèma, tèma (l'elaborato scritto), sistèma, schèma, eritèma, problèma, crèma, oscèno, fièno, alièno, pièno, amèno, cilèno, trèno, stèno, arèna (l'anfiteatro), scèna, ièna, pergamèna, novèna, murèna, lesèna, cantilèna, falèna | - scémo, témo (verbo; anche tèmo), - téma (timore) - baléno, veléno, méno, séno, nemméno, terréno, seréno, fréno (anche frèno) - altaléna, appéna, aréna (sabbia), avéna, baléna, caténa, céna, léna (inteso come vigore), Maddaléna, ména (inteso come imbroglio e coniugazione del verbo menare), réna, péna, véna |
| 11 | Verbi uscenti in -èndere [ˈɛndere] Es.: accèndere, fèndere, pèndere, rèndere, prèndere, tèndere | - scéndere e véndere |
| 12 | Aggettivi e sostantivi uscenti in -èndo e gerundi Es.: stupèndo, tremèndo, addèndo, leggèndo, partèndo | |
| 13 | Vocaboli in -ènne [ˈɛnne] Es.: perènne, indènne, maggiorènne | - 3º persona singolare passato remoto modo indicativo: (egli) vénne, otténne |
| 14 | Vocaboli derivati dai numerali in -ènne e -ènnio [ˈɛnne, ˈɛnnjo] Es.: quadriènnio, ventènnio, decènni, ventènne, quarantènne, ventitreènne | |
| 15 | Suffissi di nomi etnici in -èno [εno] Es.: madrilèno, cilèno, nazarèno | |
| 16 | Aggettivi e sostantivi uscenti in -ènse, -ènso, -ènte, -ènto, -ènti [ˈɛnse, ˈɛnso, ˈɛnte, ˈɛnto, ˈɛnti] e participi presenti Es.: statunitènse, ripènse, circènse, eracleènse, amanuènse, cisterciènse (o cistercènse), cènso, sènso, immènso, dènso, propènso, melènso, intènso, torrènte, tenènte, gènte, sovènte, ingènte, dènte, lènte, parènte, pendènte, decadènte, accènto, redènto, talènto, lènto, argènto, cènto, vènto (fenomeno atmosferico), stuzzicadènti, accidènti     | - vénti (numero), trénta - sostantivi in -ménto, -ménte, -ménta, -ménti (ménto, ceménto, paviménto, fondaménto, moménto, soffocaménto, ménte, seménte, ménta, torménta, ferraménta, pariménti, altriménti) - avverbi in -ménte (veraménte, praticaménte, benevolménte, simpaticaménte, assolutaménte. |
| 17 | Vocaboli uscenti in -ènza [ˈɛnt͡sa] Es.: crescènza, lènza, evidènza, precedènza, sciènza, conoscènza, eccellènza, frequènza, sènza | |
| 18 | Terminazioni -èrbo o -èrba [ˈɛrbo, ˈɛrba] Es.: risèrbo, acèrbo, sèrbo, supèrbo, èrba, sèrba | |
| 19 | Vocaboli uscenti in -èrno e -èrna [ˈɛrno, ˈɛrna]Es.: pèrno, matèrno, altèrno, etèrno, odièrno, infèrno, stèrna, lantèrna, tèrna, cavèrna, tavèrna, cistèrna | - schérno |
| 20 | Vocaboli in -èrro e -èrra [ˈɛrro, ˈɛrra] Es.: tèrra, fèrro, guèrra, affèrro, sottèrro, sèrra, vèrro, sottèrra | |
| 21 | Vocaboli in -èrso e -èrsa [ˈɛrso, ˈɛrsa] Es.: pèrso, emèrso, vèrso, tèrso, sommèrso, dispèrsa, detèrsa, rivèrsa | |
| 22 | Vocaboli in -èrto, -èrta e -èrte [ˈɛrto, ˈɛrta, ˈɛrte] Es.: apèrto, copèrta, incèrto, soffèrto, consèrte, cèrto | - vocaboli érta (salita), érto (scosceso) e nell'espressione all'érta. |
| 23 | Terminazioni in -èrvo, -èrva [ˈɛrvo, ˈɛrva] Es.: sèrvo, cèrvo, risèrva, nèrvo | |
| 24 | Terminazioni in -èrrimo [ˈɛrrimo] Es.: integèrrimo, aspèrrimo, acèrrimo | |
| 25 | Aggettivi numerali in -èsimo [ˈɛzimo] Es.: centèsimo, millèsimo, quarantèsimo; anche infinitèsimo (Contrasta con il suffisso -ésimo nel significato di -ismo). | |
| 26 | Terminazioni in -èstre, -èstra, -èstro, -èstri [ˈɛstre, ˈɛstra, ˈɛstro, ˈɛstri] Es.: alpèstre, terrèstre, palèstra, canèstro, finèstra, pedèstre, maldèstro, ambidèstro, dèstra | - maèstro, pronunciato anche maéstro. |
| 27 | Indicativo imperfetto del verbo essere: io èro, tu èri, egli èra, essi èrano. | |
| 28 | Forme rafforzate del modo indicativo passato remoto nella seconda coniugazione -ètti, -ètte, -èttero [ˈɛtti, ˈɛtte, ˈɛttero] Es.: io credètti, egli credètte, essi credèttero | |

## Laéchiusa
La é chiusa [e], nella genesi della lingua italiana a partire dal latino deriva nella maggior parte dei casi dalla ē lunga latina, dalla i breve, dal dittongo oe o dalla e in posizione atona.
- mé < mē (accusativo)
- pésce < pĭsce(m) (accusativo di pĭscis)
- péna < poena
- mare < mare

La é si pronuncia chiusa nei seguenti casi:
|    | Regola | Eccezioni |
| -- | --- | --- |
| 1  | In posizione atona (vedere, veloce, male, verde). | |
| 2  | Nei monosillabi atoni (é (congiunzione), mé, né, té, sé, ré (monarca), vé, pér) | il vocabolo rè (nota musicale). |
| 3  | Nei suffissi avverbiali in -ménte [ˈmente] (assolutaménte, inutilménte, veloceménte…) | |
| 4  | Nelle terminazioni in -ménto e -ménta [ˈmento, ˈmenta] Es. sentiménto, proponiménto, moménto, ménta, struménto, torménto, godiménto, struggiménto, falliménto).                                                                 | - nella coniugazione del verbo mentire: mènto (ma anche: ménto) - vocaboli demènte, clemènte, veemènte non essendo avverbi                         |
| 5  | Nei vocaboli tronchi in -ché [ke] Es. perché, giacché, anziché, poiché, fuorché, sicché, macché | |
| 6  | Nelle terminazioni -éccio e -éccia [ˈett͡ʃo, ˈett͡ʃa] Es. fréccia, tréccia, libéccio, villeréccio, intréccio, cicaléccio | - fèccia |
| 7  | Nelle terminazioni -éfice [ˈefit͡ʃe] Es. oréfice, carnéfice, artéfice, pontéfice | |
| 8  | Nelle terminazioni -éggio, -éggia, -éggi, égge [ˈedd͡ʒo, ˈedd͡ʒa, ˈedd͡ʒi, ˈedd͡ʒe] Es. campéggio, manéggio, postéggio, pontéggio, alpéggio, cartéggio, légge (sostantivo), puléggia                                                | - règgia, sèggio, pèggio. - tutte le voci del verbo lèggere                                                                                        |
| 9  | Nelle terminazioni in -égno Es. légno, pégno, régno, ségno, disdégno, contégno | |
| 10 | Negli aggettivi in -ésco [ˈesko] Es. pazzésco, burlésco, guerrésco, goliardésco, principésco, farsésco, manésco | |
| 11 | Nelle terminazioni -ése, -éso, -ésa, -ési [ˈeːze, ˈeːzo, ˈeːza, ˈeːzi] Es. arnése, frésa, sospéso, paése, francése, imprésa, péso, illéso                                                                                       | - nei vocaboli nei quali la "e" fonica forma dittongo con la "i" [jɛ] (chièsa) - nei vocaboli "blèso, obèso, tèsi (sostantivo), catechèsi, esegèsi |
| 12 | Nei suffissi in -ésimo [ˈezimo] corrispondenti a -ismo (contrasta con il suffisso ordinale -èsimo). Es. battésimo, umanésimo, cristianésimo, paganésimo                                                                         | |
| 13 | I sostantivi in -éssa [ˈessa] Es. dottoréssa, principéssa, contéssa, elefantéssa, badéssa | |
| 14 | I sostantivi in -éto e -éta [ˈeto, ˈeta] Es. fruttéto, meléto, pinéta, agruméto, roséto | 1 |
| 15 | Nei suffissi di sostantivi e aggettivi diminutivi e collettivi in "-étto", "-étta" [ˈetto, ˈetta] Es. librétto, casétta, chiesétta, pezzétto, navétta, terzétto, quintétto, palchétto, porchétta, forchétta, carrétta, collétto | - perfètto, dialètto, rètta, concètto, sètta, aspètto, ricètta, difètto, insètto, lètto, dilètto, rètto, concètto                                  |
| 16 | Nelle terminazioni in -éguo, -égua [ˈeɡwo, ˈeɡwa] Es. séguo, adéguo, trégua, diléguo | |
| 17 | Nei suffissi di aggettivi che al singolare terminano in "-évole" [ˈevole] Es. lodévole, incantévole, ammirévole, caritatévole, deplorévole, cedévole, arrendévole                                                               | |
| 18 | Nei suffissi di sostantivi in -ézza [ˈett͡sa] Es. bellézza, debolézza, chiarézza, salvézza, dolcézza, mitézza, arrendevolézza, segretézza                                                                                        | - mèzza [ˈmɛdd͡za]. |
| 19 | Nelle preposizioni articolate (dél, délla, déllo, dégli, délle, déi, nél, néllo, nélla, négli, nélle, néi, péi). | |
| 20 | Nei pronomi personali (égli, élla, ésso, éssa, éssi, ésse). | |
| 21 | Negli aggettivi dimostrativi (quésto/a/i/e, quéllo/a/i/e, quégli, codésto/a/i/e). | |
| 22 | Nelle desinenze -émo, -éte [ˈemo, ˈete] del futuro indicativo (faremo, farete). | |
| 23 | Nelle desinenze dell'imperfetto congiuntivo -ésse, -éssi, -éste, -éssimo, -éssero [ˈesse, ˈessi, ˈeste, ˈessimo, ˈessero] Es. facéssero, mordéssi, leveréste, tendéssimo, voléssero                                             | |
| 24 | Nelle desinenze del condizionale -résti, -rémmo, -réste [ˈresti, ˈremmo, ˈreste]. | |
| 25 | Nelle desinenze dell'indicativo imperfetto -évo, -évi, -éva, -évano: [ˈeːvo, ˈeːvi, ˈeːva, ˈeːvano] Es. facévo, mettévi, ardéva, ponévano                                                                                       | |
| 26 | Nelle desinenze del passato remoto -éi, -ésti, -éste, -émmo, -érono -é [ˈeːi, ˈesti, ˈeste, ˈemmo, ˈerono] Es. voléi, mettésti, sostenéste, tendémmo, volérono, perdé                                                           | |
| 27 | Nelle desinenze dell'indicativo presente e dell'imperativo in -éte [ˈete] Es. prendéte, cadéte, rompéte, voléte, potéte, dovéte                                                                                                 | |
| 28 | Nelle desinenze -ére dell'infinito dei verbi della seconda coniugazione [ˈere] Es. tenére, avére, cadére, volére, bére, giacére                                                                                                 | |
| 29 | Nei verbi che terminano in -méttere Es. méttere, ométtere, comméttere, amméttere, imméttere, comprométtere, diméttere, eméttere                                                                                                 | |

## Laòaperta
La ò aperta [ɔ], nella genesi della lingua italiana a partire dal latino deriva nella maggior parte dei casi dalla ŏ breve latina e dal dittongo au della lingua latina classica.
- pòrta < pŏrta(m) (accusativo, per caduta della m finale, precedentemente nasalizzata)

- òro < auru(m) (accusativo, per caduta della m finale, precedentemente nasalizzata, e apertura della "u" breve)

La ò si pronuncia aperta nei seguenti casi:
|    | Regola | Eccezioni |
| -- | --- | --- |
| 1  | Nel dittongo -uò- [wɔ] Es.: tuòno, scuòla, uòmo, suòi, tuòi, buòi, vuòi, suòcera, nuòra, suòra, cuòre                                                                                       | - quando il dittongo fa parte dei suffissi di sostantivi in -uóso/a [uˈoːso, uˈoːsa] (sinuóso) - liquóre, languóre |
| 2  | Nei vocaboli tronchi in -ò, comprese le forme verbali del futuro e del passato remoto Es.: però, falò, andrò, arrivò, cercò, sognò, pedalò, ritirò, acquistò                                | |
| 3  | Nei vocaboli in cui o sia seguita da consonante e poi due vocali Es.: negòzio, sòcio, petròlio                                                                                              | - incrócio [inˈkroːt͡ʃo]                                                                                            |
| 4  | Nei vocaboli in -òrio e -òria [ˈɔːrjo, ˈɔːrja] Es.: stòria, glòria, dormitòrio, conservatòrio                                                                                               | |
| 5  | Nei vocaboli di origine straniera entrati a far parte del linguaggio comune Es.: bòxe, gòng, yògurt, lòden, lòrd, pòster                                                                    | |
| 6  | Nelle terminazioni in -òccio e -òccia [ˈɔtt͡ʃo, ˈɔtt͡ʃa] Es.: cartòccio, saccòccia, bòccia, grassòccio, ròccia, figliòccio                                                                    | dóccia, góccia |
| 7  | Nelle terminazioni in -òdo, -òda e -òde Es.: bròdo, chiòdo, sòda, mòda, pagòda, lòdo, òdo, fròdo, fròde                                                                                     | - ródere [ˈrodere] e suoi composti (ródo, eródo, corródo) - códa [ˈkoːda]                                          |
| 8  | Nelle terminazioni in -òge, -ògio/a, -òggio/a, -òggi [ˈɔːd͡ʒe, ˈɔːd͡ʒa, ˈɔːd͡ʒo, ˈɔdd͡ʒa, ˈɔdd͡ʒo, ˈɔdd͡ʒi] Es.: dòge, fòggia, òggi, piòggia, barbògio, allòggio, fròge, appòggia, appòggio       | |
| 9  | Nei suffissi di sostantivi e aggettivi in -òide [ˈɔide] Es.: tiròide, mattòide, collòide, steròide, pazzòide                                                                                | |
| 10 | Nei suffissi di sostantivi in -òlo e -òla [ˈɔːlo, ˈɔːla] Es.: carriòla, tritòlo, stagnòla, tagliòla, bagnaròla, mariuòlo, mentòlo                                                           | - sólo, vólo - voci del verbo colare e i suoi derivati (cólo, scólo)                                               |
| 11 | Nei suffissi -òsi e -òsio [ˈɔːzi, ˈɔːzjo] in sostantivi usati in campo scientifico e medico Es.: calcolòsi, fibròsi, tubercolòsi, artròsi, ipnòsi, lattòsio, maltòsio, saccaròsio, glucòsio | |
| 12 | Suffissi di sostantivi e aggettivi in "-otto" e in generale terminazioni in -òtto/a [ˈɔtto, ˈɔtta] Es.: sempliciòtto, bambolòtto, lòtto, bòtta, còtto, còtta, salòtto, dòtto, decòtto       | - verbi derivati dal latino ducere (indótto, condótto, ridótto, tradótto) - ghiótto, rótto, sótto.                 |
| 13 | Nei suffissi dei sostantivi in -òttolo e -òttola [ˈɔttolo, ˈɔttola] Es.: viòttolo, collòttola, naneròttolo, pallòttola                                                                      | |
| 14 | Nei suffissi dei sostantivi in -òzzo e -òzza [ˈɔtt͡so, ˈɔtt͡sa] Es.: tinòzza, tavolòzza, còzzo, tòzzo, còzza, piccòzza                                                                        | - gózzo, pózzo, singhiózzo, rózzo, sózzo, mózzo                                                                    |
| 15 | Nei suffissi dei sostantivi in -òlgia e -òrgia [ˈɔld͡ʒa, ˈɔrd͡ʒa] Es.: bòlgia, fòrgia, òrgia                                                                                                  | |
| 16 | Nelle terminazioni del passato remoto -òlsi, -òlse, -òlsero [ˈɔlsi, ˈɔlse, ˈɔlsero] Es.: còlsi, tòlsero, sconvòlsero, vòlsero, vòlsi, avvòlsero, raccòlsi                                   | |
| 17 | Nei participi passati in -òsso [ˈɔsso] Es.: mòsso, scòssa, percòsso | |
| 18 | Nei suffissi di derivazione greca -òlogo, -ògico, -ògrafo, -òmico [ˈɔloɡo, ˈɔd͡ʒiko, ˈɔɡrafo, ˈɔmiko] Es.: pròlogo, psicològico, fotògrafo, còmico                                           | |

## Laóchiusa
La ó chiusa [o], nella genesi della lingua italiana a partire dal latino deriva nella maggior parte dei casi dalla ō lunga latina, dalla ŭ breve, dalla o in posizione atona e dalle terminazioni -us e -um:
- óra < hōra(m)
- fóndo < fŭndu(m) (accusativo, come per "òro")
- senato < senatu(m)

La ó è chiusa [o] nei seguenti casi:
|    | Regola | Eccezioni |
| -- | --- | --- |
| 1  | Alla fine della parola, se non accentata Es.: pero, vedo, bello, poco, io | |
| 2  | Nei monosillabi che terminano in consonante Es.: cón, nón, cól | - i vocaboli sòl (nota musicale e non troncamento di sole) e dòn (suono di campane e non appellativo ad es. di preti)           |
| 3  | Nelle terminazioni in -óce [ˈoːt͡ʃe] Es.: cróce, feróce, atróce, fóce, nóce | - nei casi in cui la o sia preceduta dalla vocale u formando il dittongo -uò- [wɔ] (nuòce, cuòce, ecc.) - nel vocabolo precòce. |
| 4  | Nelle terminazioni in -ógno, -ógna [ˈoɲɲo, ˈoɲɲa] Es.: bisógno, carógna, sógno, cicógna, zampógna, rampógna | |
| 5  | Nei suffissi di aggettivi in -ógnolo [ˈoɲɲolo] Es.: amarógnolo, giallógnolo | |
| 6  | Nelle terminazioni in -óne [ˈoːne] Es.: missióne, ottóne, nasóne, calzóne, coccolóne, briccóne, mascalzóne, pantalóne, giaccóne, veglióne, torrióne, bastióne                                                                               | |
| 7  | Nelle terminazioni in -zióne [ˈ(t)t͡sjoːne] Es.: azióne, creazióne, dizióne, lezióne, situazióne) | |
| 8  | Nei suffissi di sostantivi e aggettivi in -óio, -óia [ˈoːjo, ˈoːja] Es.: abbeveratóio, galoppatóio, mangiatóia, mattatóio, corridóio, feritóia, cesóia, tettóia                                                                             | - i vocaboli sòia, salamòia, nòia, giòia, Tròia, bòia, stuòia                                                                   |
| 9  | Nelle terminazioni in -óndo, -ónda [ˈondo, ˈonda] Es.: fóndo, móndo, secóndo, sónda, ónda | |
| 10 | Nelle terminazioni in -ónto, -ónte, -ónta [ˈonto, ˈonte, ˈonta] Es.: frónte, cónto, ónta, mónte, scónto, accónto, viscónte | |
| 11 | Nei suffissi di sostantivi in -ónzolo [ˈont͡solo] Es.: medicónzolo, pretónzolo, girónzolo [d͡ʒiˈront͡solo, d͡ʒiˈrond͡zolo], frónzolo [ˈfrond͡zolo]                                                                                                | |
| 12 | Nelle terminazioni in -óre, -óra [ˈoːre, ˈoːra] Es.: dolóre, amóre, óra, ancóra, finóra, attóre, candóre, tenóre, fattóre, corridóre, calóre, livóre, fervóre, colóre, nuotatóre, pescatóre                                                 | - nei casi in cui la o sia preceduta dalla vocale u formando il dittongo -uò- [wɔ] (nuòra, cuòre, ecc.).                        |
| 13 | Nelle terminazioni in -órno, -órna [ˈorno, ˈorna] Es.: giórno, contórno, fórno, adórna, ritórna, ritórno | - i vocaboli còrno, còrna, pòrno.                                                                                               |
| 14 | Nei suffissi di sostantivi e aggettivi in -óso, -ósa [ˈoːzo, ˈoːza] Es.: affettuóso, afóso, erbósa, gioióso, dolorósa, ambizióso, contenzióso, collósa, medicamentósa, curióso, pallósa, sediziósa, caloróso, stizzóso, baldanzósa, borióso | - i vocaboli ròsa (fiore e colore), còsa, iòsa, uòsa, spòsa, pròsa.                                                             |
| 15 | Nei pronomi personali Es.: nói, vói, lóro, costóro, colóro | |

## Lai
La i può essere vocale [i] o semiconsonante [j].
La i è vocale [i]:
1. se preceduta da vocale e seguita da consonante o alla fine della parola (mai [ˈmai̯]);
2. se si trova fra due consonanti (costituisce quindi una sillaba) (piccolo [ˈpikkolo]);
3. se preceduta da consonante e seguita da vocale ma accentata (sia [ˈsiːa]);

La i è semiconsonante [j]:
1. se seguita da vocale e non accentata (piove [ˈpjɔːve]); ieri [ˈjɛːri]);
2. in posizione intervocalica (gaio [ˈɡaːjo]).

Quando l'articolo il e la proposizione in si trovano fra due parole, la i spesso non viene pronunciata, soprattutto nei discorsi veloci, lasciando spazio solo alla /l/ o /n/; la trascrizione fonetica è quindi ['in] e ['il], poiché nella trascrizione un carattere in corsivo significa che può essere letto o meno (es. mangio il pane [mand͡ʒoilˈpaːne].

## Lauvocale e semivocale
La u, come i, può essere vocale [u] o semivocale [w], con le stesse regole per la i.
Sono possibili cluster di /j/ + /w/:
- nella parola aiuola [ajˈwɔːla];
- Nei verbi in cui le desinenze dell'infinito -are, -ere, ire sono precedute da semivocale [w] nelle desinenze inizianti per i + vocale (esempio: continuiamo [kontiˈnwjaːmo] ma anche [kontinuˈjaːmo]).

## Las
La s può essere sorda [s] o sonora [z].
La s è sorda [s]:
1. all'inizio della parola se seguita da vocale (Sara [ˈsaːra]) o da consonante sorda (spuntare [spunˈtaːre];
2. se preceduta da una consonante qualsiasi (transitare [transiˈtaːre]);
3. se seguita da consonante sorda (raspa [ˈraspa]);
4. nel gruppo -ss- (grosso [ˈɡrɔsso]);
5. quando è iniziale del secondo componente di un vocabolo composto: affittasi, disotto, girasole, prosegue, risapere, unisono, preservare, riservare, reggiseno, pluristrato, multistrato, preside, presidio, preservare, presentimento questi vocaboli sono nati dall'unione di una parola iniziante in /s/ ad un prefisso.
6. i dizionari registrano in genere il suono aspro della s intervocalica in vari vocaboli, come casa, cosa, così, mese, naso, peso, cinese, piemontese, goloso, bisognoso. Ciò dipende dall'alternanza in toscano di s sorda e sonora in questa posizione.

La s è sonora [z]:
1. se seguita da consonante sonora (sbranare [zbraˈnaːre]).
2. in posizione intervocalica (paese [paˈeːze]), salvo le numerose eccezioni di cui si è accennato alla sezione precedente.

## Laz
La z rappresenta le affricate sorda [t͡s] o sonora [d͡z]:
È normalmente sorda [t͡s]:
|   | Regola | Eccezioni |
| - | --- | --- |
| 1 | se preceduta dalla lettera l (alzare [alˈt͡saːre])                                                                           | - vocaboli elzeviro [eld͡zeˈviːro] e belzebù [beld͡zeˈbu]                                                              |
| 2 | se è seguita dalla vocale i seguita a sua volta da un'altra vocale (zio [ˈt͡sio], agenzia [ad͡ʒenˈt͡siːa], grazia [ˈɡratt͡sja]; | - azienda [adˈd͡zjɛnda] - vocaboli derivati da altri vocaboli con zeta sonora (romanziere [romanˈd͡zjɛːre] da romanzo) |
| 3 | nei vocaboli con terminazioni in -ezza, -ozza, -uzzo (grandezza [ɡranˈdett͡sa], tinozza [tiˈnɔtt͡sa], spruzzo [ˈsprutt͡so]);   | vocabolo brezza [ˈbredd͡za]                                                                                           |
| 4 | nelle desinenze dell'infinito in -azzare (ammazzare [ammatˈt͡saːre]);                                                        | |
| 5 | nei suffissi in -anza, -enza (usanza [uˈzant͡sa], credenza [kreˈdɛnt͡sa]                                                      | |
| 6 | nei suffissi in -onzolo (ballonzolo [balˈlont͡solo]);                                                                        | |

È invece sonora [d͡z] nei seguenti casi:
|   | Regola | Eccezioni |
| - | --- | --- |
| 1 | nei suffissi dei verbi in -izzare (organizzare [orɡanidˈd͡zaːre]) | verbo aizzare (da izza) |
| 2 | se è lettera iniziale di un vocabolo ed è seguita da due vocali (zaino [ˈd͡zajno] | vocabolo zio [ˈt͡sio] e suoi derivati che rientrano nella regola della z o sorda perché presentano la vocale i seguita da un'altra vocale;                                      |
| 3 | se è lettera iniziale di un vocabolo (zebra [ˈd͡zɛːbra], zaffiro, zefiro, zotico, zeta, zafferano, Zacinto) | - zanna [ˈt͡sanna], zazzera [ˈt͡satt͡sera], zampa [ˈt͡sampa], zoccolo [ˈt͡sɔkkolo], zucchero [ˈt͡sukkero] - zigano [t͡siˈɡaːno], perché in realtà deriva dal termine caucasico tzigan |
| 4 | se è semplice (non raddoppiata) in mezzo a due vocali semplici (azalea [add͡zaˈlɛːa]) | - nazismo [natˈt͡sizmo] |
| 5 | In posizione intervocalica e tra vocale e "semiconsonante" (le consonanti /j/, /w/) è sempre rafforzato /tt͡s/ e /dd͡z/, ma non sempre è segnalato con una doppia: i gruppi finali vocale -zione, -zioni, -zia, -zie, -zio sono sempre rafforzati ma si scrivono con un z soltanto (razzo [ˈradd͡zo], stazione [statˈt͡sjoːne], polizia [politˈt͡siːa]); raddoppia invece nei gruppi derivati da parole con doppia z: pazzo > pazzia; corazza > corazziere. | |